# GNU Radio
GNU Radio je svobodný toolkit poskytující bloky zpracování signálu pro implementaci softwarově definovaných rádií a systémů pro zpracování signálu. Může být použit v kombinaci s externím RF hardware pro tvorbu softwarově definovaných rádií nebo bez hardware v prostředí pro simulaci.

## Souhrn
GNU Radio poskytuje framework a nástroje pro tvorbu a spouštění softwarových rádií a aplikací určených ke zpracování signálu. Samotné GNU Radio aplikace jsou nazývány jako 'flow grafy', což jsou série vzájemně propojených bloků zpracování signálu.
Tyto flow grafy mohou být napsány v programovacích jazycích C++ nebo Python nebo vizuálně navrženy v UI nazvaném GNU Radio Companion. Jádro GNU Radio je napsáno v C++, spousta uživatelských nástrojů je však napsána v Pythonu.
GNU Radio je publikováno jako svobodný software pod licencí GNU General Public License.